# Unirea Transilvaniei cu România

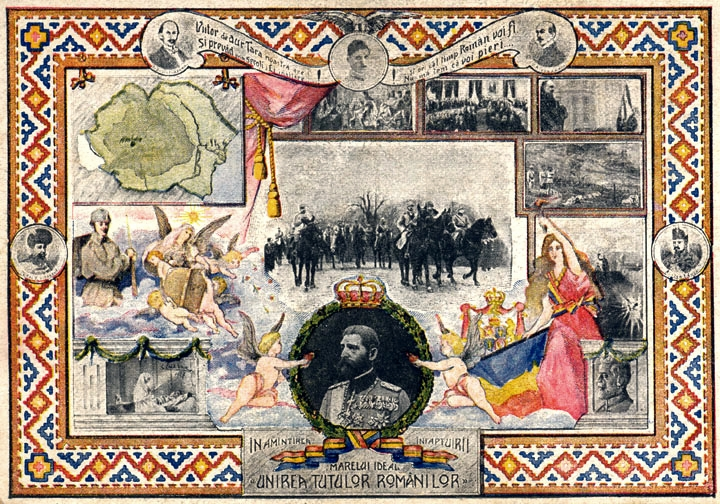
Carte poștală emisă cca. 1918-1919 pentru a sărbători Unirea. Se observă traseul ciudat al graniței de vest a țării: este cuprins întreg Maramureșul, o parte mai mare a Crișanei, cu posibilitatea extinderii Banatului până la Tisa și Dunăre. Granițele definitive vor fi stabilite abia în 1920.

Unirea Transilvaniei cu România a fost proclamată de Marea Adunare Națională de la Alba Iulia la 1 decembrie 1918. Prin legea nr. 10 din 31 iulie 1990, promulgată de președintele Ion Iliescu și publicată în Monitorul Oficial nr. 95 din 1 august 1990, ziua de 1 decembrie a fost adoptată drept Ziua Națională a României.

## Context și evenimente precursoare
Vezi și:  Istoria Transilvaniei, Participarea României la primul război mondial.

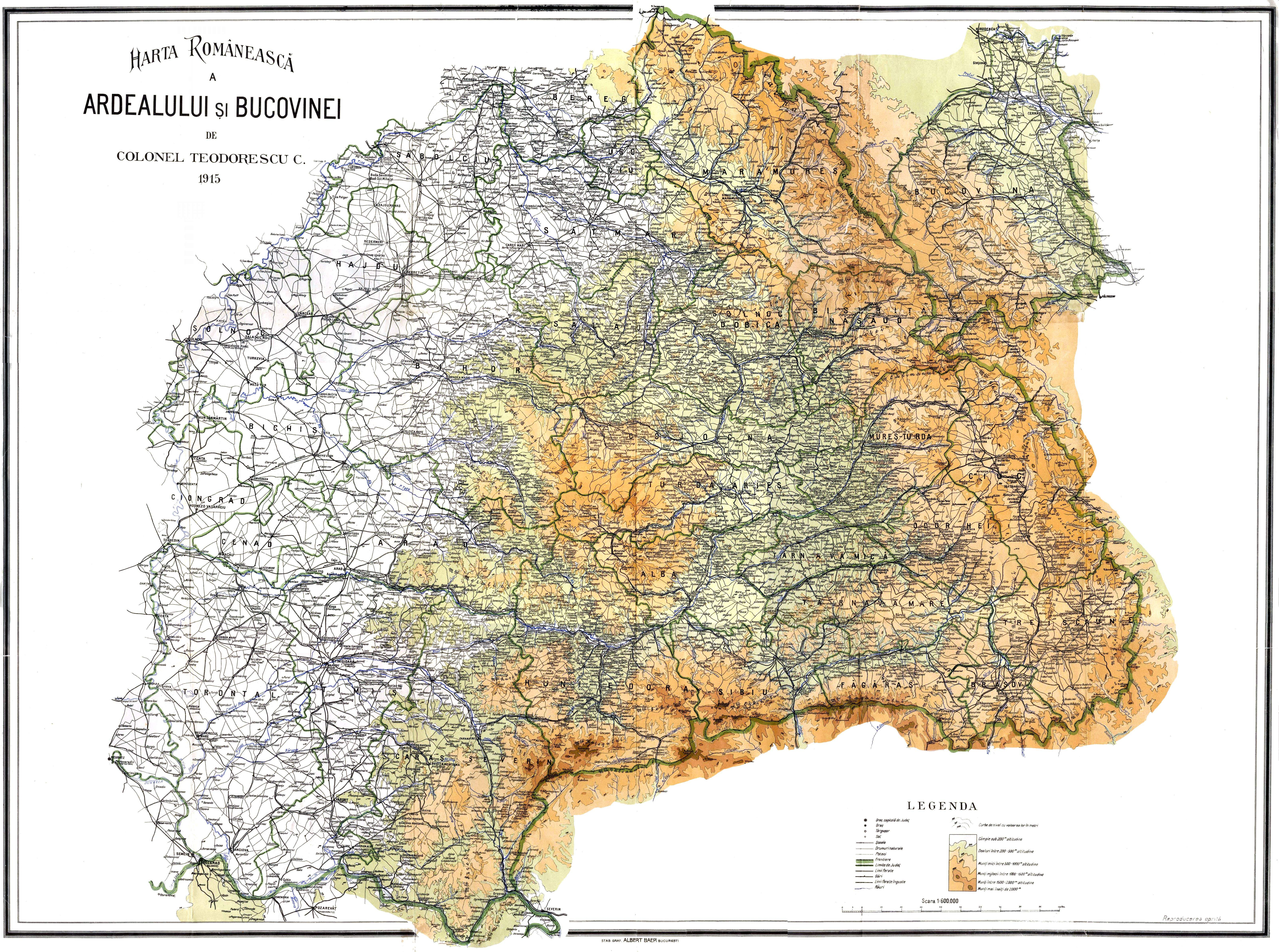
Foste teritorii austro-ungare: Transilvania, Partium, Bucovina

- 1906 - Cercetătorul român Aurel Popovici elaborează un plan prin care propune crearea Statelor Unite ale Austriei Mari. Conform acestui plan, după ce arhiducele austriac Franz Ferdinand ar fi devenit împărat, Imperiul Austro-Ungar urma să fie transformat într-o federație de 15 state autonome.
- 15 iunie S.N. 28 iunie 1914 - Arhiducele Franz Ferdinand este asasinat în Sarajevo, în Serbia administrată de către Austria.
- 15 iulie S.N. 28 iulie 1914 - Începe Primul Război Mondial. Austro-Ungaria declară război Serbiei.
- 21 iulie S.N. 3 august 1914 - Regatul României își declară neutralitatea în urma Consiliului de Coroană de la Sinaia convocat de către regele Carol I.
- 27 septembrie S.N. 10 octombrie 1914 - Regele Carol I încetează din viață, la tron îi succede Ferdinand I.
- 4 august S.N. 17 august 1916 - România, prin guvernul condus de către Ion I. C. Brătianu, semnează Convenția de la București, 1916 cu puterile Antantei (Marea Britanie, Franța, Italia (din aprilie 1915) și Imperiul Rus). Conform tratatului, România obține drepturi asupra tuturor teritoriilor din Austro-Ungaria locuite de români. Transilvania, Banatul, Bucovina, Crișana și Maramureș (Partium) urmând să devină parte a României după Primul Război Mondial dacă România va intra în război. Granița planificată urma o linie cu aproximativ 20-40 de km mai la vest față de granița actuală dintre Ungaria și România, atingând râul Tisa la sud, incluzând astfel întreg Banatul.
- august 1916 - România atacă Austro-Ungaria. În urma ofensivei armatei române peste Carpați sunt ocupate numeroase localități: Brașov, Sf. Gheorghe, Miercurea Ciuc, Gheorgheni, Orșova. Ofensiva română este oprită după pierderea bătăliei de pe frontul de sud la Turtucaia contra forțelor germane și bulgare. Puterile Centrale (Germania, Austro-Ungaria), Imperiul Otoman și Regatul Bulgariei lansează o contraofensivă care duce la invadarea sudului României, a Munteniei.
- 21 noiembrie 1916 - Împăratul Franz Joseph al Austriei moare. Împăratul Carol I al Austriei îi succede la tron.
- 23 noiembrie S.N. 6 decembrie 1916 - Pierderea bătăliei pentru apărarea Bucureștiului în fața ofensivei germano-austro-ungare duce la ocuparea capitalei. Capitala României este mutată temporar la Iași, autoritățile și armata retrăgându-se în Moldova. Se formează un guvern de uniune națională din liberali și conservatori, condus de Ion I. C. Brătianu.
- decembrie 1916 - Ofensiva germană este oprită pe linia frontului Mărășești-Galați. Guvernul, confruntat cu perspectiva străpungerii frontului de către germani, ia decizia să transfere tezaurul în Rusia pentru depozitare.
- februarie 1917 - Izbucnește Revoluția Rusă din 1917, fapt care va împiedica România să-și valorifice victoriile din vara anului 1917.
- aprilie 1917 - SUA intră în război de partea Antantei.
- mai-august 1917 - Trupele românești obțin victorii la Mărăști, Mărășești și Oituz, împiedicând cucerirea Moldovei de către armata germană.
- 26 noiembrie S.N. 9 decembrie 1917 - Armistițiul de la Focșani dintre România și Puterile Centrale, sub influența evenimentelor din Rusia.
- 8 ianuarie 1918 - Președintele SUA Woodrow Wilson condamnă orice tratat secret și cere autonomia (auto-determinare) pentru grupurile etnice aparținând Austro-Ungariei, prin celebrul său discurs în fața Congresului american, intitulat Paisprezece Puncte.
- 18 februarie S.N. 3 martie 1918 - Tratatul de la Brest-Litovsk consemnează ieșirea Rusiei din război.
- 26 - 28 martie 1918 - Congresul Naționalităților din Austro-Ungaria are loc la Roma. Este adoptată o moțiune, cerându-se recunoașterea dreptului fiecărei națiuni să se constituie într-un stat național, care va rămâne independent sau se va uni cu statul național deja existent.
- 27 martie 1918 - Basarabia, după trei luni de independență față de Rusia, își proclamă unirea cu Regatul României. Lucru la care a contribuit considerabil organul Legislativ al Basarabiei "Sfatul Țării". Deputații români și o parte dintre deputații minorităților (în total 86) votează pentru, în timp ce mare parte dintre reprezentanții minorităților (ucraineni, ruși, germani, evrei, găgăuzi) (în total 36) se abțin. Doi deputați ucraineni și unul bulgar (în total 3) votează împotrivă. Declarația este semnată și de către primul ministru (pro-german) al guvernului român Alexandru Marghiloman.
- 24 aprilie S.N. 7 mai 1918 - Tratatul (Pacea) de la București semnat de România și Puterile Centrale (Germania, Austro-Ungaria și Bulgaria) înlocuiește armistițiul semnat la Focșani în 26 noiembrie S.N. 9 decembrie 1917. România revenea la granițele dinainte de război, dar se cedau către Puterile Centrale Dobrogea, trecătorile Munților Carpați (5600 Kmp), se impuneau demobilizarea armatei române și controlul german asupra economiei românești. Tratatul nu a fost niciodată ratificat de Parlamentul României sau promulgat de Regele României în speranța că soarta războiului se va întoarce. Dispozițiile tratatului nu au intrat în vigoare decât timp de șase luni. Totuși, conform tratatului, Puterile Centrale au început să-și retragă trupele de pe teritoriul României.
- 24 august 1918 - Comitetul Național Român ia naștere la Paris, cu Take Ionescu drept președinte, Vasile Lucaciu, Octavian Goga, Dr. Constantin Angelescu și Ioan Theodor Florescu ca membrii. Comitetul este recunoscut ca "exponentul intereselor națiunii române din Austro-Ungaria" de Franța (29 septembrie), de Statele Unite ale Americii (23 octombrie), de Marea Britanie (29 octombrie), și de Italia  (9 noiembrie), cele patru puteri ale Antantei.
- 2 septembrie 1918 - Un Congres al cehilor, slovacilor, polonezilor, românilor, sârbilor, croaților și  rutenilor din Austro-Ungaria are loc la New York. Se adoptă o rezoluție care cere divizarea Austro-Ungariei și eliberarea popoarelor sale.
- 12 octombrie 1918 - Comitetul Executiv al Partidul Național Român (Partida Națională) din Austro-Ungaria, partidul majoritar în Transilvania, are loc la Oradea. Se adoptă o declarație "în virtutea dreptului național al fiecărei națiuni să-și decidă propria soartă" a unui Consiliu Român Național Central, organism provizoriu de guvernare pentru Transilvania. În acest scop, Partida Națională înființează la Arad un Comitet de Acțiune prezidat de Vasile Goldiș.
- 5/18 octombrie 1918 - Alexandru Vaida-Voevod, proeminentul politician român din Austro-Ungaria, citește declarația de auto-determinare în Parlamentul maghiar al Austro-Ungariei din Budapesta, ceea ce a provocat o amplă reacție de respingere din partea parlamentarilor maghiari.
- aceeași zi - Împăratul Carol I al Austriei înaintează un „Manifest către popoarele mele credincioase”, despre reorganizarea Austro-Ungariei într-o federație de șase state independente: Austria, Ungaria, Cehia, Serbia, Polonia și Ucraina. Manifestul nu-și atinge scopul, fiind privit ca un pas ce vine mult prea târziu. Consilii Naționale se înființează în teritoriile Austro-Ungariei care preferă să negocieze direct cu puterile Antantei, decât cu un guvern central ce-și pierde puterea. Marea Britanie își intensifică demersurile diplomatice.
- aceeași zi - Un răspuns la manifestul împăratului Carol I al Austriei este trimis de către Corpul voluntarilor în armata Austro-Ungară din Transilvania și Bucovina, în care se cere unirea teritoriilor locuite de români cu Regatul României. Iuliu Maniu, proeminent politician transilvănean, adună la Viena 70,000 de soldați transilvăneni din armata Austro-Ungară și-i duce în Transilvania.
- 28 octombrie 1918 - Cehoslovacia își declară independența.
- 29 octombrie 1918 - Zonele slave din sudul Austro-Ungariei declară Statul slovenilor, croaților și sârbilor.
- 18/31 octombrie, 1918 - Un nou guvern, condus de Mihály Károlyi, se formează la Budapesta, cu democratul Oszkár Jászi ca ministru al naționalităților. Guvernul ungar încheie uniunea sa cu Austria, dizolvând oficial statul Austro-Ungar. La aceeași dată s-a constituit , la Budapesta, Consiliul Național Român Central, format din șase reprezentanți ai Partidului Social Democrat și șase reprezentanți ai  Partidului Național Român, avându-l ca președinte pe Ștefan Ciceo Pop.[1]
- 21 octombrie/3 noiembrie 1918 - Consiliul Național Român Central și-a mutat sediul la Arad în casa lui Ștefan Cicio Pop, acest Consiliu a fost recunoscut de guvernele de la Viena și Budapesta și a devenit în săptămânile următoare organismul care a impulsionat energiile majorității românilor din Transilvania spre realizarea idealului Unirii. Generalul Weber, șeful Comisiei Austro-Ungare pentru armistițiu, semnează tratatul cu condițiile de armistițiu la Villa Giusti lângă Padova, Italia. În acest document, conform articolului 3, s-a decis evacuarea tuturor teritoriilor invadate de Austro-Ungaria pe diferitele fronturi, precum și confiscarea unor nave de război.[2]
- aceeași zi - . Aparatul administrativ ungar se dezintegrează. Guvernul lui Károlyi Mihály începe negocieri cu Consiliul Național Român Central.
- 6 noiembrie 1918 - Victoria Antantei pe Frontul de vest este din ce în ce mai aproape și armata generalului Maurice Sarrail din Salonic străpunge liniile bulgare din Frontul Balcanic. Guvernul român pro-german condus de Alexandru Marghiloman demisionează. Un nou guvern, avându-l ca prim ministru pe generalul Constantin Coandă, se formează. Se decretă mobilizare generală.
- aceeași zi - demobilizarea armatei austro-ungare

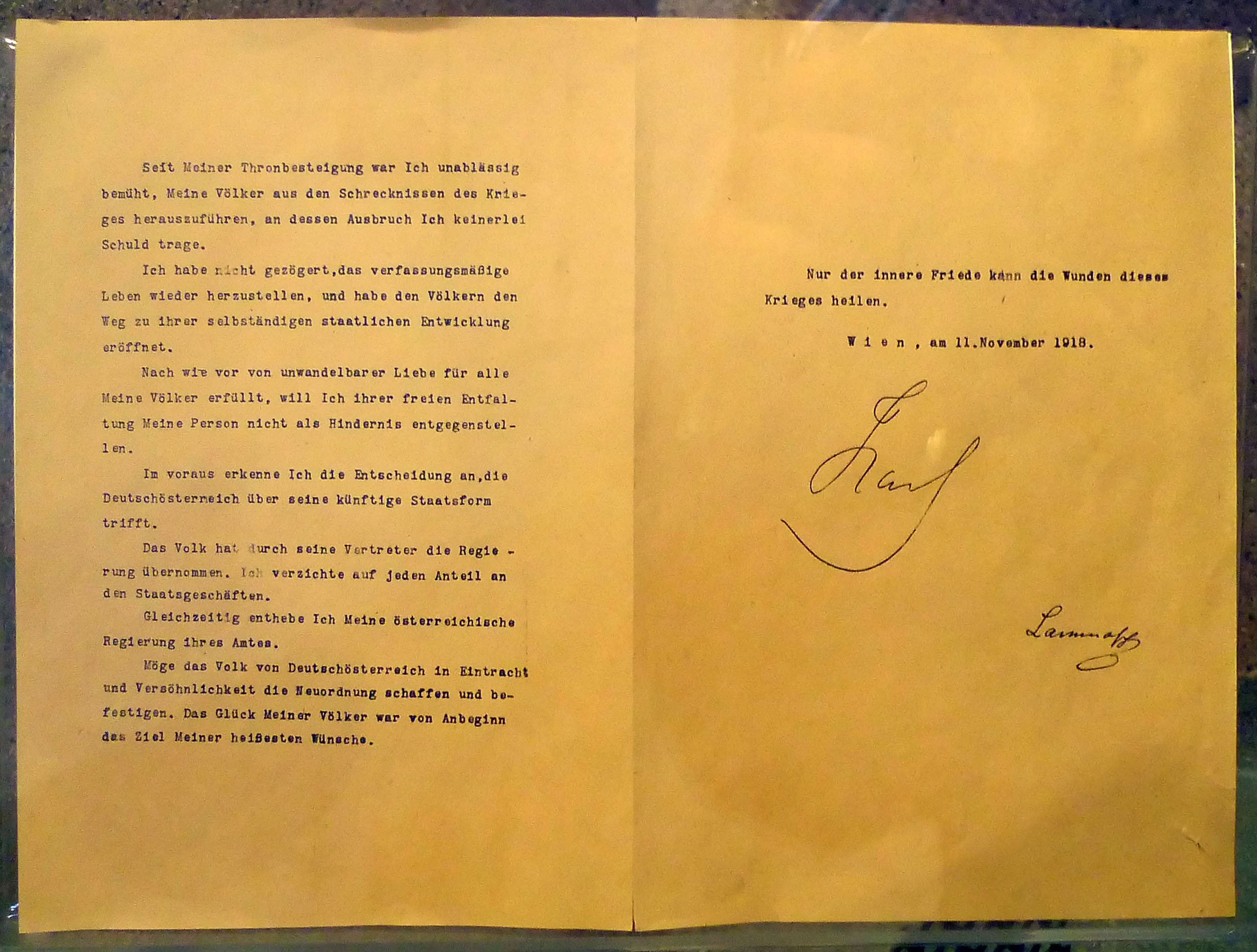
Declarația de renunțare a împăratului Carol I al Austriei

- 10 noiembrie 1918 - România redeclară război Puterilor Centrale.
- 11 noiembrie 1918 - Pe Frontul de vest se semnează Armistițiul cu Germania (Compiègne), Franța.
- aceeași zi - Declarația de renunțare a împăratului Carol I al Austriei, prin care arată că „nu dorește să fie o piedică pentru viitorul popoarelor sale iubite”. Ofițerii, funcționarii publici și cei asimilați acestora sunt dezlegați de jurământul de credință față de împărat.
- 12 noiembrie 1918 - Primele trupe din armata română intră pe teritoriul Ungariei și ocupă trecătoarea montană de la Tulgheș.
- 13 noiembrie 1918 - Armistițiul la  Frontul Balcanic este semnat la Belgrad, Serbia, între generalul francez Franchet d'Esperey, șeful armatei orientale a Antantei, și guvernul ungar. Acțiuni militare de mică anvergură continuă pentru câteva zile în sudul Ungariei. Armistițiul stabilește liniile de frontieră între Ungaria, Serbia și România, iar Banatul intră sub administrare sârbească, în pofida Convenției de la București din 1916. Crișana și Maramureș, incluzând orașele Satu Mare, Oradea, Beiuș și Arad, ca de altfel și centrul Transilvaniei până la râul Mureș, sunt lăsate sub administrație ungară. Ungaria este obligată de puterile Antantei să permită trupelor armatei române să pătrundă în teritoriile transilvănene la est de linia de demarcație aflată de-a lungul Mureșului. Ungariei îi este permis să păstreze doar opt divizii de armată. Trupele dezarmate se întorc acasă.
- 13–15 noiembrie 1918 - Negocierile sunt ținute la Arad între guvernul ungar al lui Károlyi Mihály și Consiliul Național Român Central din Transilvania. Acesta din urmă a transmis maghiarilor un mesaj cu caracter ultimativ, în care se cerea predarea guvernării, însă nu s-a ajuns la nici o înțelegere. Consiliul Național Român Central se retrage de la negocieri și decide să țină alegeri și convine pentru data de 18 noiembrie/1 decembrie pentru Marea Adunare Națională a Românilor din Transilvania și Ungaria, organizată de Marele Sfat al Națiunii Române din Transilvania și Ungaria, încredințându-i și puterea.
- 13–20 noiembrie 1918 - Trupele românești ocupă mai multe trecători montane importante de la granița de nord-est cu Ungaria. Intenționează să ocupe aproximativ 1/4 din teritoriul Transilvaniei pentru a-l trece sub administrație românească temporar, așa cum a fost permis prin armistițiul de la Belgrad din 13 noiembrie 1918. Ungaria își retrage din trupe pentru a se conforma armistițiului. Au loc confruntări izolate cu poliția militară ungară.
- noiembrie 1918 - De-a lungul unui interval de 12 zile, se țin alegeri pentru Marea Adunare Națională a Românilor din Transilvania și Ungaria. Cei 1,228 de membri sunt aleși câte 5 din fiecare district electoral stabilit în 1910 (600 de membri în total), respectiv 628 de reprezentanți ai diferitelor organizații sociale, profesionale și culturale (cler, uniuni profesorale, armată). Entuziasmul local crește, pe măsură ce sunt înaintate cereri precum reforma agrară, votul universal și posibila unire cu România.
- 25 noiembrie 1918 - Armata română eliberează Târgu-Mureș.
- 28 noiembrie, 1918 - Cei 100 de membrii aleși în Congresul General al Bucovinei emit o rezoluție de unire necondiționată cu Regatul României. Deputații români (74), germani (7) și polonezi (6) au votat pentru, în timp ce cei 13 deputați ucraineni s-au retras înaintea votului final.

## Alegerea Alba Iuliei
Alba Iulia fusese aleasă de către Consiliul Național Român Central, care avea sediul la Arad, pentru a adăposti între zidurile ei pe reprezentanții poporului românesc din Transilvania din două motive istorice: la 1 noiembrie 1599, Mihai Viteazul își făcuse intrarea triumfală în Alba Iulia, cetatea fiind capitala domnitorului pe scurta perioadă cât a durat Unirea celor trei principate (Muntenia, Moldova și Transilvania); in 1784, pe același platou al Cetății, Horia și Cloșca erau trași pe roată în urma condamnării lor.

## Pregătirea
Pregătirea politică a Adunării a întâmpinat dificultăți. Ședințele preparatoare din cele două zile, care au precedat Adunarea, au fost foarte însuflețite. Discutându-se textul Rezoluției Unirii, redactat de Vasile Goldiș, unii susțineau ca Unirea să se facă pe baza proclamării autonomiei Ardealului. Tineretul, la care se adăugaseră și delegații sosiți din Bucovina și Basarabia, susțineau unirea fără condiții. Socialiștii, lucrând sub influența Budapestei, cereau republica și-și exprimau temerea de stările politice din vechiul Regat al României. În cele din urmă s-a stabilit o înțelegere, renunțându-se la toate părțile la punctele de vedere prea intransigente și adoptându-se formula unei autonomii provizorii. Iuliu Maniu a explicat că e necesară o epocă de tranziție, deoarece „nu se poate ca într-o singură zi, sau într-o singură oră, sau într-un moment dat, să punem la o parte o stare de lucruri veche și să înfăptuim una nouă”. Deci, nu e vorba de a pune condiții la Unire, ci a constata necesitatea unei epoci de tranziție.

## Adunarea

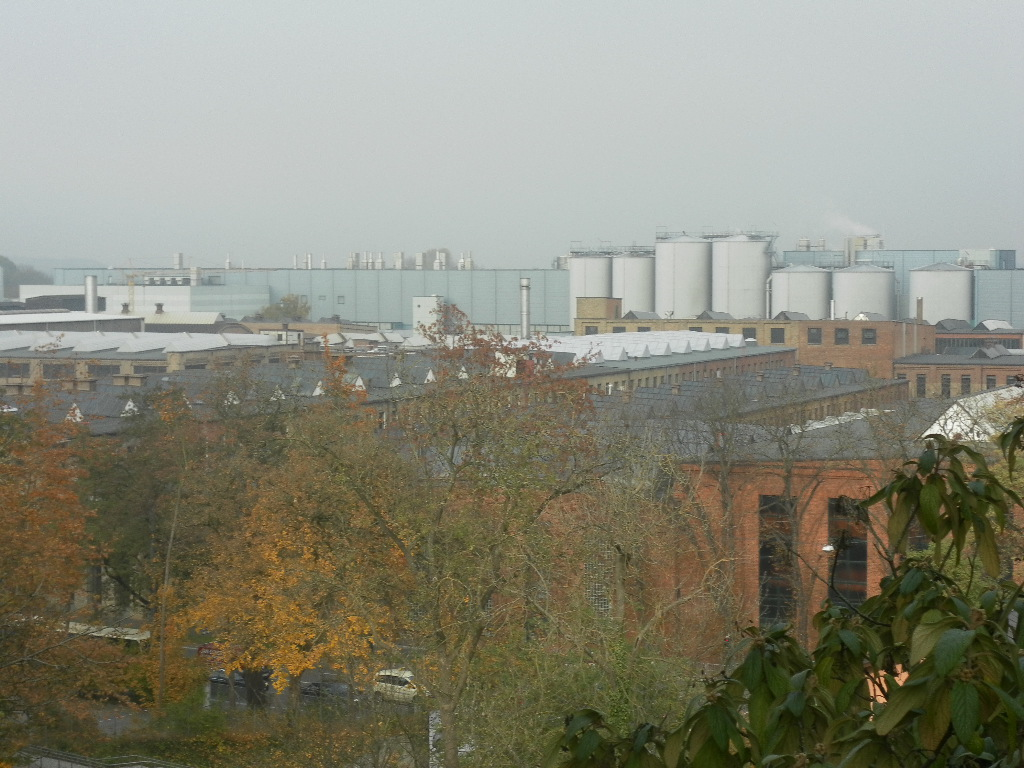
Adunarea Națională de la Alba Iulia (1 decembrie 1918)

Adunarea de la Alba Iulia s-a ținut într-o atmosferă de sărbătoare. Au venit 1228 de delegați oficiali, reprezentând toate cele 130 de cercuri electorale din cele 27 comitate românești, apoi episcopii, delegații consilierilor, ai societăților culturale românești, ai școlilor medii și institutelor pedagogice, ai reuniunilor de meseriași, ai Partidului Social-Democrat Român, ai organizațiilor militare și ai tinerimii universitare. Toate păturile sociale, toate interesele și toate ramurile de activitate românească erau reprezentate.
Dar pe lângă delegații oficiali, ceea ce dădea Adunării înfățișarea unui mare plebiscit popular, era afluența poporului. Din toate unghiurile țărilor române de peste Carpați, sosea poporul cu trenul, cu căruțele, călări, pe jos, îmbrăcați în haine de sărbătoare, cu steaguri tricolore în frunte, cu table indicatoare a comunelor ori a ținuturilor, în cântări și plini de bucurie. Peste o sută de mii de oameni s-au adunat în această zi spre a fi de față la actul cel mai măreț al istoriei românilor. Spectacol simbolic și instructiv: cortegiile entuziaste ale românilor ce umpleau drumurile spre Alba Iulia se încrucișau cu coloanele armatei generalului Mackensen care, umilite și descurajate, se scurgeau pe căile înfrângerii spre Germania.
Mulțimea imensă urcă drumul spre Cetățuie printre șirurile de țărani români înveșmântați în sumanele de pănură albă și cu căciulile oștenilor lui Mihai Viteazul. Pe porțile cetățuii, despuiate de pajurile nemțești, fâlfâie Tricolorul român. Poporul trece pe sub poarta lui Mihai Viteazul și se adună pe Câmpul lui Horea. De pe opt tribune, cuvântătorii explică poporului măreția vremurilor pe care le trăiesc.
În acest timp - la 1 decembrie 1918 - în sala "Cazinei" militare (clubului militar) din Alba Iulia, cei 1228 delegați țin adunarea. Ca președinte al Marii Adunări Naționale a fost ales George Pop de Băsești. Delegații la adunare au fost aleși pe baza votului universal și au primit mandate (credențiale) ce prevedeau ca adunarea de la Alba Iulia să decidă unirea Transilvaniei, Banatului, Crișanei și Maramureșului cu Regatul României.  Au participat și delegații Bucovinei și Basarabiei, care au ținut să aducă salutul țărilor surori, intrate mai dinainte în marea familie a statului român.
În mijlocul aprobărilor unanime și a unui entuziasm fără margini, Ștefan Cicio Pop, președintele Consiliului Național Român Central, arată împrejurările care au adus ziua de astăzi, Vasile Goldiș expune trecutul românilor de pretutindeni și argumentează necesitatea istorică a  Unirii, iar Iuliu Maniu explică împrejurările în care se înfăptuiește aceasta. Socialistul Iosif Jumanca aduce adeziunea la Unire a socialiștilor români din Transilvania și Ungaria.

## Rezoluția

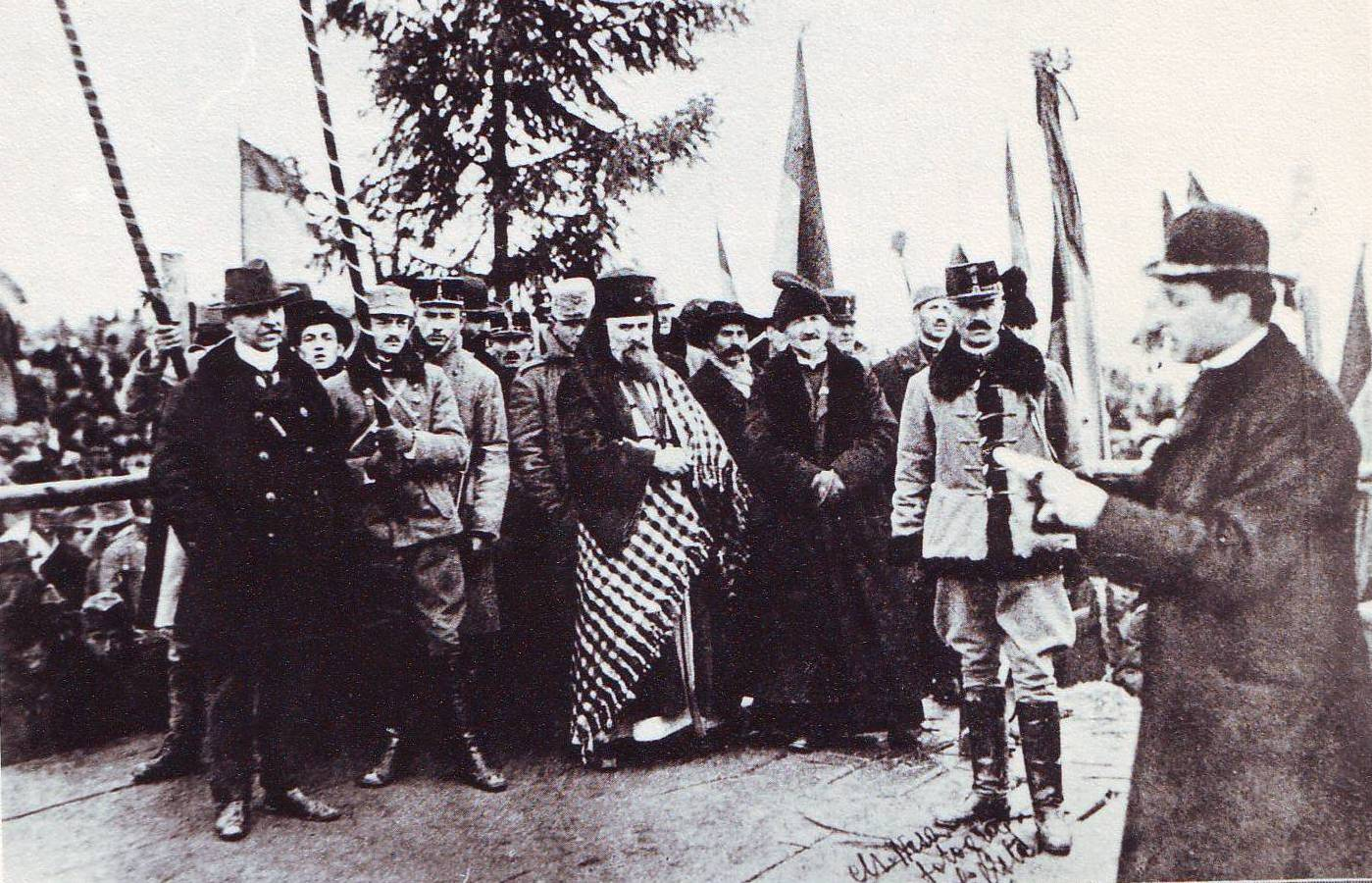
Episcopul Iuliu Hossu dă citire Rezoluției de la Alba Iulia

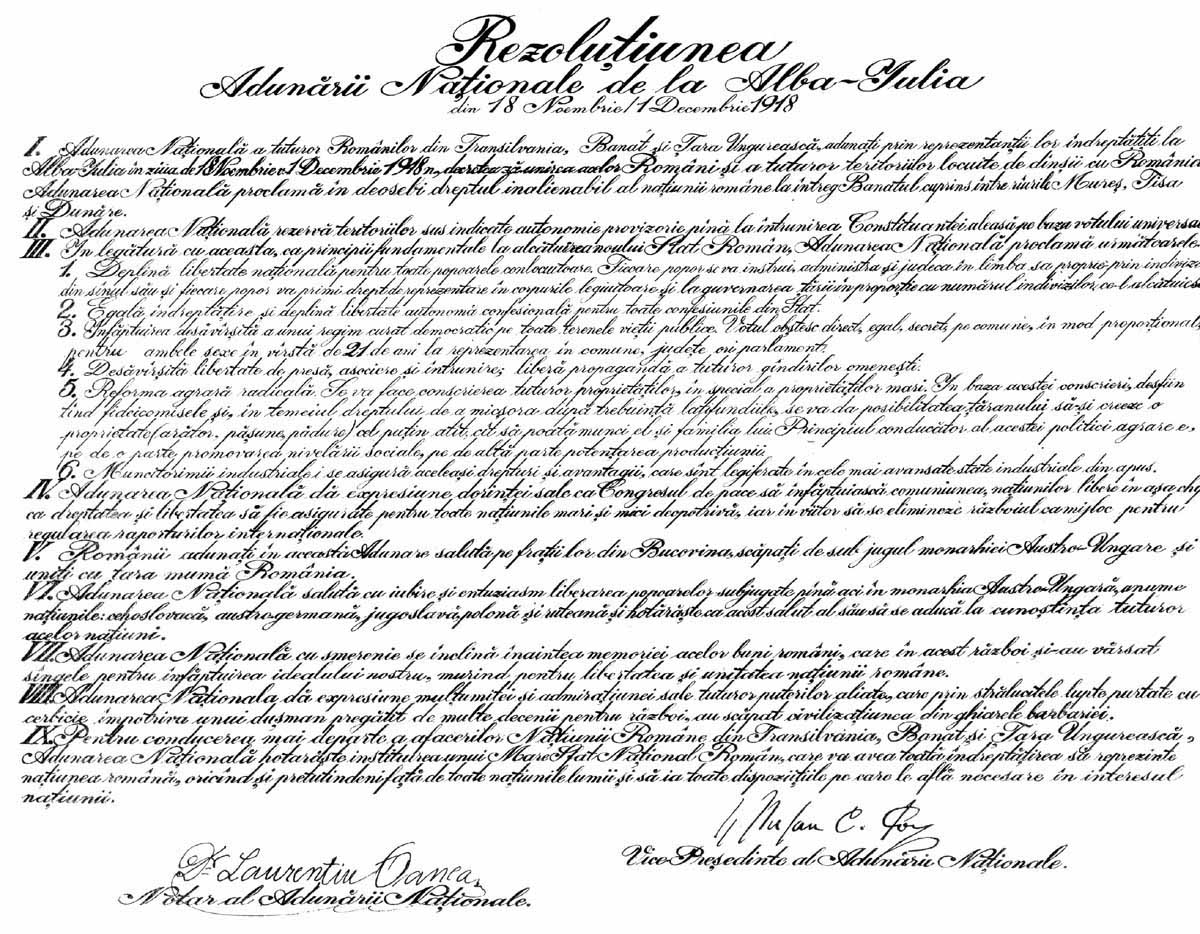
Textul rezoluției

Rezoluția Unirii e citită de episcopul greco-catolic de Gherla, Dr. Iuliu Hossu:
„Adunarea națională a tuturor românilor din Transilvania, Banat și Țara Ungurească, adunați prin reprezentanții lor îndreptățiți la Alba Iulia  în ziua de 18 noiembrie / 1 decembrie 1918, decretează unirea acelor români și a tuturor teritoriilor locuite de dânșii cu România. Adunarea proclamă îndeosebi dreptul inalienabil al națiunii române la întreg Banatul, cuprins între râurile Mureș, Tisa și Dunăre.”
Restul rezoluției cuprinde programul de aplicație: autonomia provizorie a teritoriilor până la întrunirea Constituantei, deplină libertate națională pentru popoarele conlocuitoare, deplina libertate confesională pentru minoritățile din Transilvania, înfăptuirea unui regim curat democratic pe toate terenurile vieții publice, reforma agrară radicală, legislație de ocrotire a muncitorimii industriale. Adunarea națională dorește ca Congresul de pace să asigure dreptatea și libertatea atât pentru națiunile mari cât și pentru cele mici și să elimine războiul ca mijloc pentru reglementare a raporturilor internaționale. Ea salută pe frații lor din Bucovina, scăpați din jugul monarhiei austro-ungare, pe națiunile eliberate cehoslovacă, austro-germană, sârbă, polonă și ruteană, se închină cu smerenie  înaintea acelor bravi români care și-au vărsat sângele în acest război pentru libertatea și unitatea națiunii române, și în sfârșit exprimă mulțumirea și admirația sa tuturor puterilor aliate care, prin luptele purtate împotriva dușmanului au scăpat civilizația din ghearele barbariei.
La ceasurile 12 din ziua de 1 decembrie, prin votarea unanimă a rezoluției, Unirea Transilvaniei cu România era săvârșită. Rezultatul votului asupra rezoluției a fost anunțat de George Pop de Băsești:
"Adunarea Națională a poporului român din Transilvania, Banat și părțile ungurene a primit rezoluțiunea prezentată prin Vasile Goldiș în întregimea ei și astfel unirea acestei provincii românești cu țara mamă este pentru toate veacurile decisă."
Pentru coordonarea problemelor s-au constituit Marele Sfat Național, ca organ legislativ și Consiliul Dirigent, ca instrument executiv. Președinte al acestui organism a fost ales Iuliu Maniu. Până în toamna anului 1919, sediul Consiliului Dirigent a fost la Sibiu.

## Consecințe și războiul dintre Regatul României și Republica Sovietică Ungară

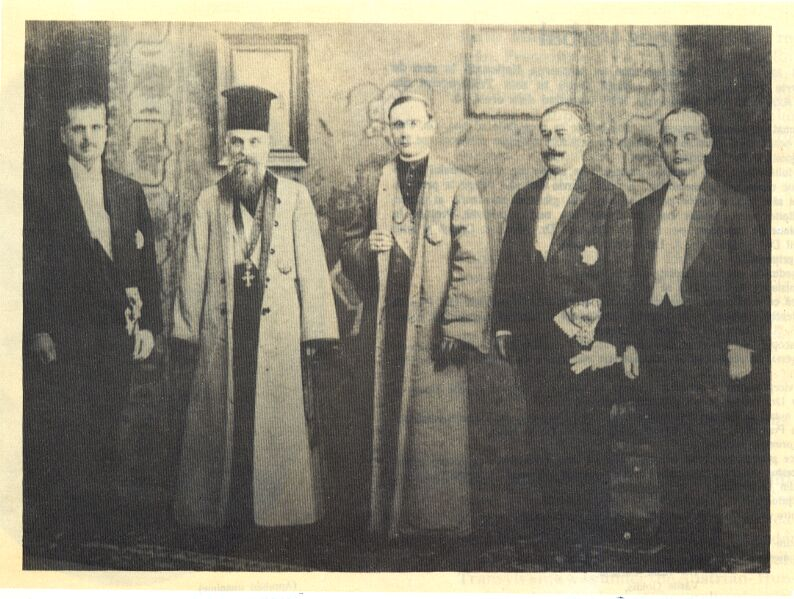
Delegația Consiliului Dirigent al Transilvaniei venită la București pentru a înmâna Regelui Ferdinand I Actul Unirii; de la stânga la dreapta: Vasile Goldiș, Miron Cristea, Iuliu Hossu, Alexandru Vaida-Voievod și Caius Brediceanu.

- 7 decembrie 1918 - Armata Română intră în Brașov, în sud-estul Transilvaniei.
- 7 decembrie 1918 - Armata Română depășește linia de demarcație fixată prin Convenția de armistițiu de la Belgrad (râul Mureș) și înaintează spre Turda, cu scopul de a ocupa Clujul, cel mai important oraș al Transilvaniei. Puterile Antantei îi ordonă Ungariei să-și retragă trupele.
- 10 decembrie 1918 - Guvernul Ungariei decide recrutarea de soldați, pentru a rezista trupelor române, dar timpul este prea scurt. Orașe importante, precum Cluj, se predau fără a opune rezistență.
- 12 decembrie 1918 - Trupele române intră în Sibiu (sudul Transilvaniei).
- 14 decembrie 1918 - Consiliul Director din Transilvania, ales de etnicii români, trimite la București o delegație condusă de Miron Cristea episcop de Caransebeș, pentru a negocia detaliile Unirii. Delegația era formată din Vasile Goldiș, episcopul Miron Cristea, episcopul Iuliu Hossu, Alexandru Vaida-Voievod și Caius Brediceanu. Regele Ferdinand I al României primește și acceptă Declarația Unirii, proclamată la 1 decembrie de către Adunarea Națională a Românilor din Transilvania și Ungaria.
- 15 decembrie 1918 - O Adunare națională a Germanilor din Transilvania și Banat are loc la Mediaș, în centrul Transilvaniei, în care se proclamă o declarație care aprobă decizia românilor de a se uni cu Regatul României.
- 22 decembrie 1918 - În replică, o Adunare Generală a Maghiarilor are loc la Cluj (magh. Kolozsvár) oraș situat în centrul Transilvaniei și cel mai mare oraș din Transilvania). Adunarea reafirmă loialitatea maghiarilor din Transilvania pentru Ungaria.
- 24 decembrie 1918 - Regele Ferdinand I semnează prin Decretul nr.3631  promulgarea și validarea  Unirii Basarabiei, Bucovinei și Transilvaniei cu România, la care guvernul maghiar protestează. La Versailles încep negocierile cu cele patru puteri ale Antantei, precum și cu Cehoslovacia, Ungaria, Serbia, Bulgaria și Rusia, pentru stabilirea noilor granițe.
- 24 decembrie 1918- Trupele române intră în Cluj.
- 14 ianuarie 1919 - Trupele române ajung la Baia Mare.
- ianuarie 1919 - Puterile Antantei dezaprobă acțiunile românilor, care în schimb susțin că decizia Parlamentului Transilvaniei trebuie să aibă prioritate față de armistițiul dintre Franța și Ungaria.
- 18 ianuarie 1919 - Trupele române intră în Sighetu Marmației.
- 22 ianuarie 1919 - Trupele române se opresc la noua linie de demarcație indicată de puterile Antantei, lăsând Banatul sub controlul Serbiei, iar Crișana sub control Maghiar.
- 20 martie 1919 - Generalul francez Vyx, în numele puterilor Antantei, cere Ungariei să renunțe la anumite teritorii și să accepte o nouă linie de demarcație, mai mult sau mai puțin în concordanță cu situația din teren de la acel moment.

     Teritoriul inițial al Republicii Sovietice Ungare
     Teritoriu recucerit de către Rep. Sov. Ungară (mai-iunie 1919)
     Teritoriu ocupat de către România în aprilie 1919
     Teritoriu sub control francez și iugoslav

Situația teritorială a Republicii Sovietice Ungare
Teritoriul inițial al Republicii Sovietice Ungare
Teritoriu recucerit de către Rep. Sov. Ungară (mai-iunie 1919)
Teritoriu ocupat de către România în aprilie 1919
Teritoriu sub control francez și iugoslav

- 21 martie 1919 - Prim-ministrul maghiar Károlyi precizează într-o alocuțiune adresată poporului că nu poate accepta pierderile teritoriale cerute de puterile Antantei, și predă puterea unui guvern de stânga radical, condus de comunistul Béla Kun, care proclamă Ungaria ca Republică Sovietică și renunță la politica pasivă de acceptare a pierderilor teritoriale dictate de Antantă.
- martie 1919 - Delegația română la Conferința de Pace de la Paris, condusă de prim-ministrul Ion I.C. Brătianu, cere Consiliului Marilor Puteri să permită României să ocupe teritorii până la râul Tisa (conform înțelegerii de dinaintea intrării României în război). Propunerea este refuzată. Generalul sud-african Jan Smuts este trimis la Budapesta pentru a negocia cu Béla Kun.
- aprilie 1919 - Tot mai multe informații despre acțiuni anti românești ce au loc în zonele locuite de români aflate sub control maghiar ajung la București. Armatei Române i se ordonă pregătirea unei ofensive generale pentru 16 aprilie 1919.
- 15 aprilie 1919, seara - Trupele maghiare organizează un atac împotriva Armatei Române în vestul Transilvaniei.
- 16 - 19 aprilie 1919 - Lupte violente au loc în Munții Apuseni, câștigate în final de trupele române (cinci divizii), care sparg linia frontului în câmpia Crișanei.
- 19 aprilie 1919 - Ca urmare a reușitei contraofensivei împotriva Republicii Sovietice Maghiare, trupele române intră în Satu Mare.
- 20 aprilie 1919 - Trupele române intră în Oradea.
- 1 mai, 1919 - Trupele române ajung la râul Tisa.România interbelică

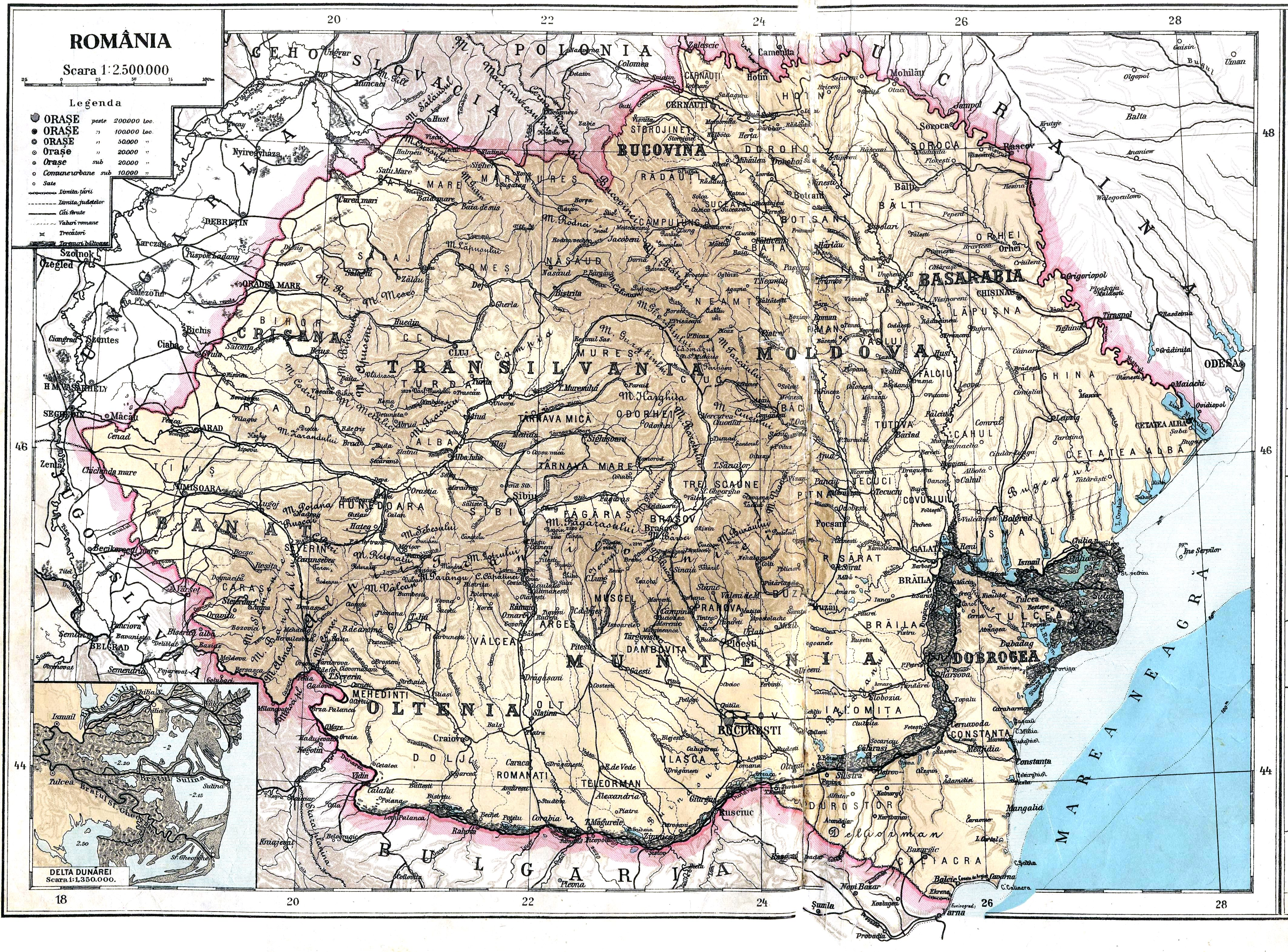
România interbelică

- 17 iunie-iulie 1919 - Consiliul Marilor Puteri cere guvernului României să-și retragă trupele la linia de demarcație și îl invită pe Béla Kun la Paris. România răspunde nefavorabil, și afirmă că va accepta condițiile doar dacă Armata Comunistă este dezarmată și demobilizată. Béla Kun refuză acești termeni.
- 17 iulie 1919 - Béla Kun ordonă o contraofensivă împotriva Armatei Române.
- 20 iulie 1919 - Armata ungară traversează Tisa; au loc bătălii violente.
- 26 iulie 1919 - Ofensiva maghiară este înfrântă și se retrage dincolo de Tisa. Au fost capturați mulți prizonieri.
- tratat cu Iugoslavia
- 3 august 1919 - trupele române intră în Timișoara.
- alegeri, guvernele Văitoianu și Vaida
- negocieri cu Cehoslovacia, reforma agrară
- guvernul Averescu, tratate cu Ungaria și Cehoslovacia

## Ziua Națională
După prăbușirea regimului comunist din România, prin legea nr. 10 din 31 iulie 1990, promulgată de președintele Ion Iliescu și publicată în Monitorul Oficial nr. 95 din 1 august 1990, ziua de 1 decembrie a fost adoptată ca zi națională și sărbătoare publică în România. Această prevedere a fost reluată de  Constituția României din 1991, în alineatul 2 al articolului 12.

## Numismatică
La 26 noiembrie 2018, Banca Națională a României a pus în circulație, în atenția numismaților, un set de monede, cu prilejul Centenarului Unirii Transilvaniei cu România; pe aversul fiecărei monede din set sunt gravate o prelucrare a unei fotografii de Samoilă Mârza, textele (în arc de cerc) ROMANIA și MAREA ADUNARE DE LA ALBA IULIA, valoarea nominală, stema României și milesimul (anul de emisiune) 2018. Pe reversul fiecărei monede sunt gravate efigiile lui Ștefan Cicio Pop, Gheorghe Pop de Băsești, Iuliu Maniu, Vasile Goldiș și Iuliu Hossu. Monedele de aur au valoarea nominală de 500 de lei (200 de exemplare), monedele de argint au valoarea nominală de 10 lei (200 de exemplare), iar cele de metal comun au valoarea nominală de 50 de bani (5.000 de exemplare), toate de calitate proof. În aceeași emisiune monetară, au fost puse în circulație 1.000.000 de monede de metal comun de calitate UNC (necirculate).